# Cruel Summer (Ace of Base-dal)
A Cruel Summer a svéd Ace of Base együttes 1998. június 27-én megjelent kislemeze, melyet az Egyesült Államokban az Arista és PolyGram kiadó jelentetett meg. A dal egy feldolgozás, melyet 1983-ban a Bananarama nevű együttes vitt sikerre.

## Előzmények
A dal a második kimásolt kislemez volt a harmadik Flowers című albumról, valamint a Cruel Summer vezető kislemeze volt az amerikai kiadáson. A dal táncolható változata, mely Big Bonus Mix-ként ismert az albumról, Stephen Hague, Jonas "Joker" Berggren, Ulf "Buddha" Ekbert, és Johnny Jam and Delgado voltak a producerei. Ezt a változatot Európában jelentették meg, míg a Cutfather és Joe által készített original album változat Észak-Amerikában és Angliában jelent meg.
A dal Top 10-es sláger volt az amerikai Billboard Hot 100-as listán, ahol arany státuszt kapott. Az Egyesült Királyságban is 8. helyen szerepelt a kislemezlistán, ami megegyezik az eredeti Bananarama változat helyezésével. Az együttesnek ez volt az utolsó angol Top 10-es slágere.

## Videóklip
A videóklipnek három változata van, melyet Nigel Dick rendezett, és Rómában vették fel 1998. június 27 és 29. között. 
- "Cruel Summer"
- "Cruel Summer" (Big Bonus Mix)
- "Cruel Summer" (Frenglish version featuring Alliage)

Az eredeti videóklip és a Big Bonus Mix video hasonló, míg a Frenglish verzió teljesen új felvételeket tartalmaz.

## Az Ace of Base és Alliage verzió
Az Ace of Base és a francia Alliage nevű együttes, mint duettként rögzítette a dal új változatát angol és francia nyelven. Az eredeti szöveghez képest új szövegekkel kiegészítve a dalt. A dalt az Ace of Base és az Alliage közösen adta elő egy élő fellépésen.
Ez a változat 24. helyezést érte el a francia SNEP listán.

## Rico Bernasconi verzió
Rico Bernasconi egy Remix EP-t jelentetett meg a dalból készült remixekkel, melynek 8 változata készült el. A dal Németországban 69. helyen végzett.